# Issah Ahmed
Issah Ahmed (ur. 24 maja 1982) – ghański piłkarz, grający na pozycji obrońcy.
Był członkiem ghańskiej kadry na mistrzostwa świata 2006 (jako rezerwowy) i Puchar Narodów Afryki 2006. W reprezentacji Ghany od 2005 do 2008 rozegrał 13 meczów.